# اچ‌ام‌ای‌اس کاستلمین
اچ‌ام‌ای‌اس کاستلمین (به انگلیسی: HMAS Castlemaine) یک کشتی است که طول آن ۱۸۶ فوت (۵۷ متر) می‌باشد. این کشتی در سال ۱۹۴۱ ساخته شد.